# Peljidiin Genden
Peljidiin Genden (in mongolo Пэлжидийн Гэндэн; 1895 – Mosca, 26 novembre 1937) è stato un politico mongolo.
È stato il secondo Presidente della Mongolia, in carica dal marzo 1924 al novembre 1927.
Dal marzo 1930 al marzo 1931 è stato Primo Segretario del comitato centrale del Partito Rivoluzionario del Popolo Mongolo.
Inoltre dal luglio 1932 al marzo 1936 ha ricoperto il ruolo di Primo ministro della Mongolia.